# Роман-воспоминание
Рома́н-воспомина́ние (Мой XX век) — автобиографический роман 1997 года Анатолия Рыбакова. Последний роман автора.
Роман впервые начал публиковаться в 1997 году в журнале «Огонёк» №31 от 10.08.1997, стр. 19. Полностью он был опубликован в №№ 7 — 8 журнала «Дружба народов», а также вышел отдельным изданием в издательстве «Вагриус» (издания 2002 и 2007 годов).

## Сюжет
Уже из названия становится понятно, что сюжетом романа послужила биография Анатолия Рыбакова.
Судьба Анатолия Рыбакова вместила в себя все ключевые моменты истории нашей страны в XX веке, начиная с Октябрьской революции. Он был первым пионером и комсомольцем, студентом и солдатом, строителем и заключённым, лауреатом Сталинской премии и опальным писателем. Его хвалили и ругали, печатали миллионными тиражами и запрещали. Не смогли только одного — сломить.
Долгая жизнь писателя легла на страницы произведения, названного им лаконично и всеобъемлюще — «Роман-воспоминание». В нём много героев — Сталин и Хрущёв, Горбачёв и Ельцин, Каверин и Твардовский, Трифонов и Окуджава… Но главный герой — Время, ничем не приукрашенное, подлинное и вечное, живущее и дышащее.

## Переводы
Язык написания: русский.
Перевод на немецкий: Р. Решке, Т. Решке (Roman der Erinnerung); 2001 г. — 1 изд.
Роман выдержал 7 изданий:
- языки: русский (6), немецкий (1)
- тип: книги (6), периодика (1)

## Критика
Литературовед А. Турков называет роман «духовным завещанием» автора:
По ходким нынешним меркам, Рыбаков в своих оценках эпохи ельцинских «реформ» и вообще в своих взглядах и пристрастиях старомоден и чуть ли не консервативен. «Капиталистическое общество в его нынешнем исполнении никогда не станет русской идеей <…> Истинный путь России — демократический социализм», — итожит он на последних страницах книги (с. 377).
…
Вряд ли Анатолий Наумович претендовал на то, чтобы «роман-воспоминание» выглядел неким «духовным завещанием». Тем не менее, к этим его —ставшими прощальными— словам нельзя не прислушатьсяТурков, Андрей Михайлович